# Pieris oleracea
Pieris oleracea är en fjärilsart som först beskrevs av Harris 1829.  Pieris oleracea ingår i släktet Pieris och familjen vitfjärilar. Inga underarter finns listade i Catalogue of Life.